# Макхью, Морин
Морин Ф. Макхью (англ. Maureen F. McHugh) — американская писательница, работающая преимущественно в жанре научной фантастики.

## Биография
Родилась 13 февраля 1959 года в городе Ловленд, штат Огайо, США. В 1981 году окончила Университет Огайо, где на последнем курсе прослушала курсы литературного творчества у Дэниела Киза. В 1984 году защитила диссертацию по английской литературе в Нью-Йоркском университете и получила степень магистра по английской литературе. Работала  преподавателем в колледже, подрабатывала техническим секретарем, год учительствовала в городе Шицзячжуан, Китай.
В 1988 году под мужским псевдонимом  Michael Galloglach опубликовала свой первый рассказ «All in a day's Work». В 1992 году вступила в брак с Бобом Егером. В том же году свет увидел первый роман писательницы — «China Mountain Zhang», который получил премию Джеймса Типтри-младшего и был номинирован на премию «Хьюго» и «Небьюла». Затем опубликовала ещё целый ряд рассказов и три романа — «Half the Day is Night» (1994), «Mission Child» (1998, основан на рассказе «Дитя миссионера») и «Necropolis» (2001, основан на одноимённой повести).
В 2004 году у писательницы диагностировали лимфогранулематоз, болезнь, которую в конце концов ей удалось побороть. В 2009 году стала соучредителем компании «No Mimes Media», которая специализируется на разработке видеоигр альтернативной реальности. Перед этим также работала на компанию «4orty2wo Entertainment».

## Творчество

### Циклы произведений
- «Дитя миссионера»
  - «Дитя миссионера» (1992, рассказ, перевод на русский — М. Левин, 2003)
  - «The Cost to Be Wise» (1996, повесть)
  - «Mission Child» (1998, роман)

### Романы
- «China Mountain Zhang» — события происходят в Китае XXII века, который после революции в США стал новым мировым лидером. Парень нетрадиционной ориентации по имени Занг Зонг Шен покидает Америку и переезжает в Шанхай, чтобы в конце концов обрести себя.
- «Half the Day is Night» — о профессиональном охраннике в подводном городе, который стал местом таинственных секретов.
- «Mission Child» — в течение нескольких поколений планета-колония утеряла связь с человеческой цивилизацией и стала жертвой технологического регресса. Главной героиней является девушка Джанна, которая исследует свой гендер.
- «Necropolis» — рабыня и синтетический человек убегают от своего обладателя. События происходят в Марокко будущего, где традиционные культурные ценности пересекаются с продвинутыми технологиями и вызывают целый ряд проблем.

### Повести
- «Protection»  (1992)
- «Nekropolis» (1994, основа для одноимённого романа)
- «The Cost to Be Wise» (1996, основа для романа «Mission Child»)
- «The Kingdom of the Blind» (2008)

### Избранные рассказы (переведённые на русский язык)
- «Дитя миссионера» (1992, основа для романа «Mission Child»)
- «Виртуальная любовь» (1994, перевод на русский — И. Горелик, 1994)
- «Приношение мёртвым» (2003, перевод на русский — И. Русакова, 2005)
- «Экстремальная экономика» (2008, перевод на русский — М. Савина-Баблоян, 2014)
- «Пустяки» (2009, перевод на русский — М. Савина-Баблоян, 2017)

## Избранные награды и номинации

### 1992
- Премия «Небьюла» за роман «China Mountain Zhang» (номинация)

### 1993
- Премия «Лямбда» за роман «China Mountain Zhang» (награда)
- Премия «Хьюго» за роман «China Mountain Zhang» (номинация)
- Премия «Хьюго» за повесть «Protection» (номинация)

### 1994
- Премия «Локус» за роман «China Mountain Zhang» (награда)
- Премия «Небьюла» за повесть «Protection» (номинация)

### 1995
- Премия «Небьюла» за рассказ «Виртуальная любовь» (номинация)
- Премия «Небьюла» за повесть «Nekropolis» (номинация)

### 1996
- Премия «Хьюго» за рассказ «The Lincoln Train» (победа)
- Премия «Локус» за рассказ «The Lincoln Train» (победа)
- Премия «Небьюла» за рассказ «The Lincoln Train» (номинация)

### 1997
- Премия «Хьюго» за повесть «The Cost to Be Wise» (номинация)
- Премия «Небьюла» за повесть «The Cost to Be Wise» (номинация)

### 1999
- Премия «Небьюла» за роман «Mission Child» (номинация)

### 2003
- Премия «Хьюго» за повесть «Presence» (номинация)

### 2004
- Всемирная премия фэнтези за рассказ «Приношение мёртвым» (номинация)

### 2010
- Премия «Локус» за рассказ «Пустяки» (номинация)

### 2012
- Премия «Локус» за сборник «After the Apocalypse» (номинация)
- Всемирная премия фэнтези за сборник «After the Apocalypse» (номинация)